# Elemér Berkessy
Elemér Berkessy, també conegut com a Emilio Berkessy o Emil Berkessy, (Nagyvárad, 20 de juny de 1905 - Barcelona, 9 de juny de 1993) fou un futbolista hongarès dels anys 1920 i 1930 i posteriorment entrenador.

## Trajectòria
Començà jugant a clubs romanesos fins que a inicis dels anys 30 fitxà pel Ferencvárosi TC de Budapest. A continuació marxà a la lliga francesa per jugar al RC Paris, fins que el 1934 fou fitxat pel FC Barcelona. Al Barça hi romangué dues temporades, marxant el 1936. El seu darrer club fou el també francès Le Havre AC. També fou internacional amb la selecció d'Hongria.
Un cop retirat esdevingué entrenador. Començà al seu antic club, el Ferencvárosi, però aviat es traslladà a Itàlia on dirigí diversos equips, Vicenza Calcio, AS Biellese 1902, i Rosignano Calcio A continuació fou entrenador del Reial Saragossa, i a Anglaterra del Grimsby Town FC el 1954. La temporada 1957-1958 fou entrenador del RCD Espanyol i a continuació dirigí el CE Sabadell FC.
Adquirí la nacionalitat espanyola i un cop retirat fixà la seva residència a Barcelona on va morir l'any 1993.